# Law of the Order
Law of the Order è il secondo album degli Shark Island, uscito il 20 settembre 1989 per l'etichetta discografica Epic Records.
Il disco contiene la cover dei Fleetwood Mac The Chain, mentre la traccia Somebody's Falling venne scritta da Black con la collaborazione del chitarrista degli Skid Row Dave Sabo e altre tre tracce co-scritte da Jack Ponti (collaboratore dei Bon Jovi e Baton Rouge).
Law of the Order venne poi ristampato il 23 novembre 2004 per la Bad Reputation Records, con l'aggiunta di un secondo cd composto per le prime tre tracce dai brani che composero le colonne sonore dei film Bill & Ted's Excellent Adventure (con "Father Time" e "Dangerous") e Point break - Punto di rottura (con "My City"). Il resto del secondo cd è composto dal live album Bastille Day - Alive at The Whiskey del 1989, ed altre due tracce live aggiuntive.

## Tracce
1. Paris Calling 4:51
2. Shake For Me 4:07
3. Somebody's Falling (Black, Sabo) 3:58
4. Bad For Each Other 4:38
5. Passion To Ashes 4:01
6. Spellbound 3:14
7. Get Some Strange 4:11
8. Why Should I Believe 5:33
9. Ready Or Not 3:36
10. The Chain (Buckingham, Fleetwood, McVie, McVie, Nicks) 5:33 (Fleetwood Mac Cover)

### Tracce aggiunte nella versione giapponese
- 11. Make A Move (Alive At The Whiskey)

### CD 2 nella riedizione del 2004 (Bad Reputation)
1. Father Time (Bonus)
2. Dangerous (Bonus)
3. My City (Bonus)
4. Paris Calling (Alive At The Whiskey)
5. Ready Or Not (Alive At The Whiskey)
6. Shake For Me (Alive At The Whiskey)
7. Get Some Strange (Alive At The Whiskey)
8. Passion To Ashes (Alive At The Whiskey)
9. Make A Move (Alive At The Whiskey)
10. Spellbound (Live)
11. Sanctuary (Live)

## Formazione
- Richard Black - voce
- Spencer Sercombe - chitarra e voce
- Chris Heilmann - basso e voce
- Greg Ellis - batteria e percussioni